# Teodora Mukułowska
Teodora Mukułowska (także: Dora Mukułowska, ur. 27 września 1880 w Kowalewie, zm. 25 października 1946 w Poznaniu) – polska malarka i działaczka oświatowa.

## Życiorys
Była córką ziemianina, Leonarda, posła na sejm pruski, i Marii z Wilkowoyskich. Studiowała sztukę i rzemiosło artystyczne we Wrocławiu, Wiedniu i Paryżu (do 1911). Od 1906 wystawiała swoje prace na wystawach w Polsce i poza nią. W 1912 na Salonie Paryskim zdobyła srebrny medal. Była wyróżniana przez Towarzystwo Przyjaciół Sztuk Pięknych w Poznaniu. Działała też w oświacie, wspierając walkę o polska szkołę w zaborze pruskim. Podczas powstania wielkopolskiego organizowała szpitalnictwo PCK i pocztę polową. W okresie międzywojennym powróciła do malarstwa. Wzięła udział w wystawie Sztuka-Kwiaty-Wnętrze (1936). Regularnie wystawiała w poznańskim Towarzystwie Przyjaciół Sztuk Pięknych. W czasie II wojny światowej Niemcy wysiedlili ją do Ostrowca Świętokrzyskiego, gdzie wymalowała polichromię w kolegiacie św. Michała Archanioła. Po wojnie wróciła do Poznania, gdzie uczyła rysunków w Gimnazjum Dąbrówki. Przy Izbie Przemysłowo-Handlowej prowadziła pracownię zabawek.

## Sztuka
Malowała przede wszystkim kompozycje figuralne, portrety, martwe natury i krajobrazy w duchu postimpresjonizmu. Oprócz tego tworzyła ekslibrisy, zabawki artystyczne i ilustrowała książki. Muzeum Narodowe w Poznaniu posiada m.in. jej Portret Marii Goreckiej (córki Adama Mickiewicza) namalowany w 1919 w Śmiełowie.
Znaczącą kolekcję jej obrazów zgromadził w swoim dworze w Czerniaku Stanisław Mukułowski.

## Odznaczenia
Odznaczona została krzyżem zasługi za walkę o szkołę polską.